# Kalliosaari (ö i Norra Savolax, Kuopio, lat 63,27, long 28,35)
Kalliosaari är en ö i Finland. Den ligger i sjön Kämäräinen och i kommunen Kuopio i den ekonomiska regionen  Kuopio ekonomiska region  och landskapet Norra Savolax, i den centrala delen av landet, 400 km nordost om huvudstaden Helsingfors. Öns area är 0,7 hektar och dess största längd är 170 meter i sydöst-nordvästlig riktning.